# 苅田町
苅田町（日语：／ Kanda machi */?）是位於北九州市東南側的一個城鎮，屬北九州都市圈的一部分。轄區內的臨海地區有大量汽車工廠及發電廠，而同時又有北九州機場、東九州自動車道北九州機場交流道、国際貿易港苅田港，成為日本少見同時擁有陸海空物流資源的地區。
北九州機場位於本町與北九州市交界處之外海。

## 歷史

### 年表
- 1889年4月1日：實施町村制，在的轄區在當時分屬：京都郡苅田村、小波瀨村、白川村。
- 1924年8月1日：苅田村改制為苅田町。
- 1955年1月1日：苅田町、小波瀨村、白川村合併為新設置的苅田町。[1]

### 變遷表
| 1889年以前 | 1889年4月1日 | 1889年 - 1912年 | 1912年 - 1944年     | 1945年 - 1954年     | 1955年 - 1989年     | 1989年 - 現在       | 現在                |
| ---------- | ------------ | --------------- | ------------------- | ------------------- | ------------------- | ------------------- | ------------------- |
|            | 苅田村       | 苅田村          | 1924年8月1日 苅田町 | 1924年8月1日 苅田町 | 1955年1月1日 苅田町 | 1955年1月1日 苅田町 | 1955年1月1日 苅田町 |
|            | 小波瀨村     |                 |                     |                     | 1955年1月1日 苅田町 | 1955年1月1日 苅田町 | 1955年1月1日 苅田町 |
|            | 白川村       |                 |                     |                     | 1955年1月1日 苅田町 | 1955年1月1日 苅田町 | 1955年1月1日 苅田町 |

## 交通

### 機場
- 北九州機場

### 鐵路
- 九州旅客鐵道
  - 日豐本線：苅田車站 - 小波瀨西工大前車站

### 道路
高速道路
- 東九州自動車道：苅田北九州空港交流道

### 港口
- 苅田港

## 觀光資源
- 平尾台
- 青龍窟
- 廣谷濕原
- 石塚山古墳
- 御所山古墳
- 日立金屬鑄物記念館

## 教育

### 大學
- 西日本工業大學

### 專門學校
- 北九州保育福祉專門學校
- 北九州復健學院

### 高等學校
- 福岡縣立苅田工業高等學校

## 本地出身之名人
- 大久保嘉人：足球選手
- 潮田玲子：羽球選手

## 外部連結
- （日語） 苅田町商工會議所 （页面存档备份，存于）
- （日語） 苅田港湾事務所 （页面存档备份，存于）